# Scooter Select10n
Scooter Select10n je šesté kompilační album německé hudební skupiny Scooter. Bylo vydáno pouze v Rakousku, roku 2004 a obsahuje deset skladeb.

## Seznam skladeb
| Pořadí         | Název                           | Délka |
| -------------- | ------------------------------- | ----- |
| 1.             | Maria (I Like It Loud)          | 3:41  |
| 2.             | Jigga Jigga!                    | 3:55  |
| 3.             | Posse (I Need You On The Floor) | 3:52  |
| 4.             | How Much Is The Fish?           | 3:47  |
| 5.             | Fire                            | 3:32  |
| 6.             | Weekend!                        | 3:36  |
| 7.             | Faster Harder Scooter           | 3:46  |
| 8.             | Ramp! (The Logical Song)        | 3:54  |
| 9.             | Fuck The Millennium             | 4:12  |
| 10.            | I'm Raving                      | 3:36  |
| Celková délka: | Celková délka:                  | 37:51 |